# ليو غوميز
ليو غوميز (9 ديسمبر 1979 كارتاخينا إسبانيا - ) هو لاعب كرة قدم إسباني، يلعب كمدافع.